# Schoenus
Schoenus es un género de plantas herbáceas de la familia Cyperaceae. Comprende 412 especies descritas y de estas, solo 109 aceptadas.

## Descripción
Son plantas perennes, raramente anuales. Tallos cespitosos, a menudo teretes y lisos. Hojas basales, lineares, filiformes, setáceas o reducidas, canaliculadas, de vainas amplias a veces barbadas en la abertura. Inflorescencia terminal, racemosa, paniculada o capitada; brácteas foliiformes con bases amplias. Espiguillas bisexuales, solitarias o en agregados cimosos cortamente ramificados, comprimidos, paucifloras; raquilla endurecida y recta en la parte basal y sinuosa en la parte distal. Glumas 9-13, dísticas, carinadas, 1-nervias, oscuras, las inferiores estériles, las distales 1-5 subyacentes bajo flores bisexuales. Flores normalmente bisexuales. Perianto de cerdas lisas, plumosas, escábridas o ausente; estambres 1-3(-6); estigmas 3. Aquenios ovoides o elipsoides, trígonos, obtusos o apiculados, sésiles o estipitados, lisos, rugosos o escrobiculados.

## Distribución
Se encuentran principalmente en Australia y Sudeste de Asia, unas pocas en Europa, África y América.

## Taxonomía
El género fue descrito por Carlos Linneo y publicado en Species Plantarum 1: 42. 1753. La especie tipo es: Schoenus nigricans L. 

## Especies seleccionadas
- Schoenus abbreviatus Nees
- Schoenus absconditus Kük.
- Schoenus achaetus (T.Koyama) T.Koyama
- Schoenus aculeatus L.
- Schoenus acuminatus R.Br.
- Schoenus acutus Labill.